# Thomas Van Der Plaetsen
Thomas Van Der Plaetsen (* 24. Dezember 1990 in Gent) ist ein ehemaliger belgischer Leichtathlet, der sich auf den Zehnkampf spezialisiert hatte. Zu seinen größten sportlichen Erfolgen zählen der Sieg bei den Europameisterschaften 2016 und die Bronzemedaille bei den Hallenweltmeisterschaften 2014.

## Sportliche Laufbahn
Thomas Van Der Plaetsen nahm erstmals 2009 an einer internationalen Großveranstaltung teil und gewann bei den U20-Junioreneuropameisterschaften die Goldmedaille. Nach einem weniger erfolgreichen Jahr 2010 nahm er 2011 erneut an Jugendeuropameisterschaften teil, diesmal bei den U23-Europameisterschaften im tschechischen Ostrava. Bei den Halleneuropameisterschaften einige Monate zuvor belegte er bereits den sechsten Platz im, für Hallenwettbewerbe üblichen, Siebenkampf. Bei den Weltmeisterschaften kam er auf dem 13. Platz mit einem erneuten Ergebnis von über 8000 Punkten ein.
Im kompletten Jahr 2012 nahm er an keinem Zehnkampf auf internationaler Ebene teil, gewann dann aber im darauffolgenden Jahr die Goldmedaille bei der Sommer-Universiade 2013. 2015 wiederholte der Student der Universität von Gent diesen Erfolg im chinesischen Gwangju. Bei den Weltmeisterschaften 2013 und 2015 landete er auf den Plätzen 15 und 14.
Seinen ersten größeren Erfolg bei den Erwachsenen feierte er mit dem Gewinn der Bronzemedaille bei den Hallenweltmeisterschaften 2014 im polnischen Sopot. Bei den anschließenden Europameisterschaften in Zürich wurde er Zehnter. Seinen bislang größten sportlichen Erfolg stellt der Gewinn der Goldmedaille bei den Europameisterschaften 2016 in Amsterdam, bei denen er mit 8218 Punkten eine neue Bestleistung aufstellte, dar. Bei den Olympischen Spielen im selben Jahr in Rio de Janeiro konnte er seine Bestpunktzahl nochmal auf 8332 Punkte steigern und belegte dort den 8. Platz.
Bei den Weltmeisterschaften 2017 in London musste Van der Plaetsen nach der vierten Disziplin, dem Hochsprung, aufgeben. Auch bei den Europameisterschaften 2018 in Berlin trat er nach dem Hochsprung nicht weiter an.
Bei den Halleneuropameisterschaften 2019 in Glasgow erreichte er den sechsten Platz. Im April 2019 startete Van der Plaetsen bei einem Zehnkampf in Germiston, der nach drei sehr guten Disziplinen durch einen Stromausfall abgebrochen werden musste. Zwei Monate später beendete er den ersten Zehnkampf nach zwei Jahren mit 8214 Punkten beim Décastar. Damit belegte er Rang drei und erreichte die Norm für die Teilnahme an den Weltmeisterschaften in Doha. Dort erreichte er 8125 Punkte, die am Ende den neunten Platz bedeuteten. Ende Mai 2021 stellte er beim Mehrkämpfermeeting mit Bestleistungen in zwei Teildisziplinen in Götzis eine neue Bestpunktzahl von 8430 auf.

## Gesundheitliche Probleme
Bei einer unangekündigten Dopingkontrolle im September 2014 wurde Van Der Plaetsen positiv auf das Hormon Humanes Choriongonadotropin getestet. Van der Plaetsen begab sich daraufhin in Behandlung, da er sicher war, keine verbotenen Substanzen eingenommen zu haben. Bei der Behandlung wurde eine Hodenkrebserkrankung festgestellt, die erfolgreich behandelt werden konnte.
Bei den Olympischen Sommerspielen 2020 in Tokio im August 2021 riss Van der Plaetsen beim Weitsprung eine Sehne im Sprungbein. Er musste die Teilnahme am Wettbewerb abbrechen.

## Wichtige Wettbewerbe
| Jahr                | Veranstaltung                 | Ort                 | Platz               | Disziplin           | Punktzahl           |
| Startet für Belgien | Startet für Belgien           | Startet für Belgien | Startet für Belgien | Startet für Belgien | Startet für Belgien |
| ------------------- | ----------------------------- | ------------------- | ------------------- | ------------------- | ------------------- |
| 2009                | Junioreneuropameisterschaften | Novi Sad            | 1.                  | Zehnkampf           | 7769 Punkte         |
| 2011                | Halleneuropameisterschaften   | Paris               | 6.                  | Siebenkampf         | 6020 Punkte         |
| 2011                | U23-Europameisterschaften     | Ostrava             | 1.                  | Zehnkampf           | 8157 Punkte         |
| 2011                | Weltmeisterschaften           | Daegu               | 13.                 | Zehnkampf           | 8069 Punkte         |
| 2013                | Universiade                   | Kasan               | 1.                  | Zehnkampf           | 8164 Punkte         |
| 2013                | Weltmeisterschaften           | Moskau              | 15.                 | Zehnkampf           | 8255 Punkte         |
| 2014                | Hallenweltmeisterschaften     | Sopot               | 3.                  | Siebenkampf         | 6259 Punkte         |
| 2014                | Europameisterschaften         | Zürich              | 10.                 | Zehnkampf           | 8105 Punkte         |
| 2015                | Universiade                   | Gwangju             | 1.                  | Zehnkampf           | 7952 Punkte         |
| 2015                | Weltmeisterschaften           | Peking              | 14.                 | Zehnkampf           | 8035 Punkte         |
| 2016                | Europameisterschaften         | Amsterdam           | 1.                  | Zehnkampf           | 8218 Punkte         |
| 2016                | Olympische Spiele             | Rio de Janeiro      | 8.                  | Zehnkampf           | 8332 Punkte         |
| 2019                | Halleneuropameisterschaften   | Glasgow             | 6.                  | Siebenkampf         | 5989 Punkte         |
| 2019                | Weltmeisterschaften           | Doha                | 9.                  | Zehnkampf           | 8125 Punkte         |
| 2021                | Olympische Spiele             | Tokio               |                     | Zehnkampf           | DNF                 |

## Persönliche Bestleistungen
- 100 Meter: 11,04 s, 31. Mai 2014, Götzis
- Weitsprung: 7,90 m, 29. Mai 2021, Götzis
- Kugelstoßen: 14,72 m, 29. April 2023, Desenzano del Garda
- Hochsprung: 2,17 m, 27. August 2011, Daegu
- 400 m: 48,64 s, 14. Juli 2011, Ostrava
- 110 m Hürden: 14,36 s, 30. Mai 2021, Götzis
- Diskuswurf: 47,66 m, 27. September 2020, Deinze
- Stabhochsprung: 5,45 m, 23. Juni 2019, Talence
- Speerwurf: 68,94 m, 18. Juni 2023, Ratingen
- 1500 m: 4:32,52 min, 29. Mai 2011, Götzis
- Zehnkampf: 8430 Punkte, 30. Mai 2021, Götzis